# Anton Betz

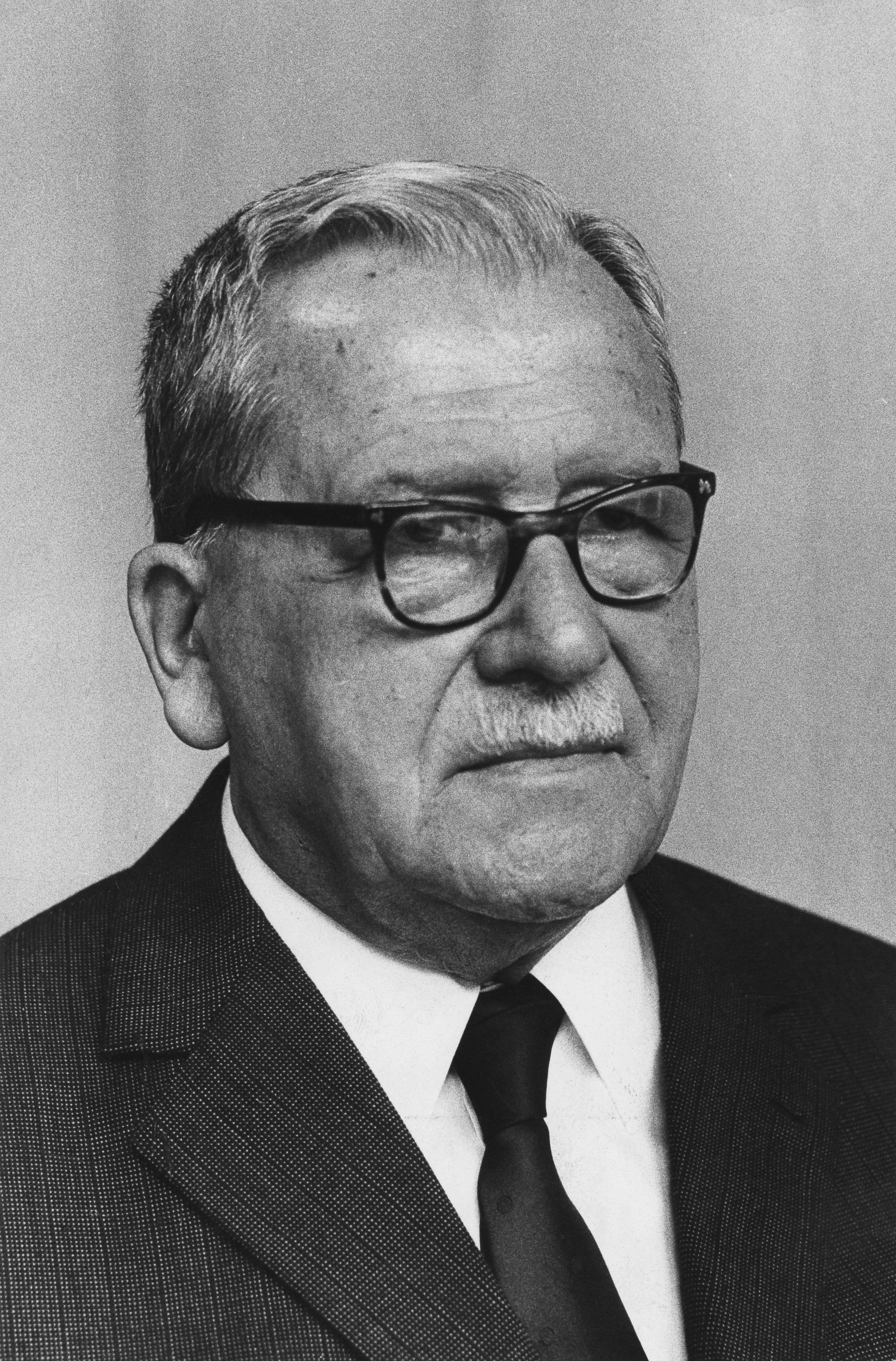
Anton Betz

Anton Betz (* 23. Februar 1893 in St. Ingbert; † 11. Dezember 1984 in Düsseldorf) war ein deutscher Journalist, Verleger und Publizist.

## Familie
Anton Betz entstammt einem katholischen Arbeiterhaushalt im damals bayerischen (Pfalz) St. Ingbert, dem er stets verbunden geblieben ist. Der Mensch seiner Heimatstadt hält nach seinen Worten „zäh am Alten, ist kernig und offen, macht gern große Pläne, die er tags darauf wieder schmerzlos vergessen kann. […] Er ist anspruchslos und sehr fromm“. Seinen Vater und gelernten Drahtzieher Hansjoseph Betz (1859–1925) beschreibt er rückblickend in ähnlicher Weise. Hansjoseph Betz wurde mit 45 Jahren Obermeister im St. Ingberter Eisenwerk und stand dem katholischen Zentrum nahe. Betz’ Mutter Anna Betz’ (1865–1932) Aufgabe war, mit dem geringen Verdienst, den der Vater nach Hause brachte, die eigenen drei Kinder und danach noch sechs Pflegekinder ausreichend zu versorgen.

## Ausbildung
In diesen finanziellen Lebensumständen war an eine höhere Schulbildung eigentlich nicht zu denken. Nach einer sehr gut abgeschlossenen Volksschule nahm sich ein Kaplan seiner an und förderte ihn nach Kräften zur Aufnahme ins St. Ingberter Progymnasium, wo er bis zum Einjährigen blieb. Ihn anschließend im Verwaltungsbüro des Eisenwerkes unterzubringen, wie sein Vater versuchte, scheiterte jedoch an dessen politisch-konträrer Einstellung zur protestantischen Werksleitung.
So ist es einem Kapuzinerpater zu verdanken, dass der inzwischen 18-Jährige nach den Sommerferien 1911 in das humanistische Ignaz-Günther-Gymnasium in Rosenheim wechseln konnte. In Rosenheim entdeckte er das „Faszinosum Zeitung“, indem er samstags Woche für Woche am Bahnhof mehrere Zeitungen unterschiedlichster Couleur kaufte und diese aufs sorgfältigste studierte. In den Sommerferien 1913 konnte er in seiner Heimatstadt St. Ingbert einen erkrankten Redakteur der Westpfälzischen Zeitung vertreten.
Am 1. Dezember 1914 wurde Betz zum Krieg einberufen. Im Februar und März 1915 nahm er an der Winterschlacht in Masuren teil und lernte, wie auch noch später an der Westfront, die Grauen des Krieges kennen. Von den 19 Kameraden des Abiturabschlusses waren 13 gefallen. Aber auch die politischen Verwerfungen mit Arbeiter- und Soldatenräten stimmten ihn nachdenklich. Er bekannte später: „Das war die alte Welt nicht mehr“.
Zwischen Abitur und Einberufung hatte sich Betz noch in Würzburg zum Studium der Rechts- und Staatswissenschaften einschreiben können, wo er im Juni 1916 auch Mitglied der katholischen Studentenverbindung K.D.St.V. Gothia Würzburg im CV wurde.
Im Sommersemester 1920 setzte er in Freiburg seine Studien fort, jetzt in den Fächern Staats- und Verwaltungsrecht, Rechtsgeschichte und Rechtsphilosophie. 1924 promovierte er in Bonn. Neben dem Studium schaffte er es auch, sich journalistisch zu betätigen, indem er als Redaktionsvolontär bei der „Saarbrücker Landeszeitung“ begann und wenig später als Hilfsredakteur übernommen wurde. Seine Heirat am 29. März 1921 verschaffte ihm eine volle Stelle.

## Karriere

### Erste Schritte
Betz erkannte bald, dass politisch einseitige Zeitungen wie „seine“ Saarbrücker Landeszeitung nicht mehr zeitgemäß wären. Viele, vor allem katholische Blätter waren zugrunde gegangen. Wichtiger als die politische Ausrichtung war in seinen Augen die journalistische Qualität. Er empfand die politische Linie dieser Blätter als „penetrant, journalistisch unprofessionell und eintönig“. Auch verwehrte er sich gegen den Vorwurf, dass eine Zeitung, die über die engen Grenzen von Partei und Kirche hinweg informiere, grundsätzlich charakterlos sei. Seine Meinung zu diesem Thema veröffentlichte er in der Broschüre „Hemmungen im Aufbau der Zentrumspresse des Saargebietes“.
Mit seinem Ausscheiden aus der Landeszeitung 1923 begann sein beruflicher Aufstieg. Jetzt, mit 30 Jahren, fühlte er genug Kraft und Erfahrung, um bei der 1872 gegründeten ebenfalls zentrumsnahen „Saar-Zeitung“ in Saarlouis als Chefredakteur bestehen zu können. Das durch französische Besatzungszeit französisierende Blatt brachte er zurück auf deutschen Kurs und stellte auf zeitgemäßen Rotationsdruck um.

### Bayerische Stationen
Im September 1925 wurde er als Vorstand und Verlagsdirektor zur „Vereinigten Druckereien, Kunst- und Verlagsanstalten AG Dillingen-München“ nach Dillingen an der Donau berufen, die in Dillingen und München mehrere Druckereien betrieb. Aufsichtsratsvorsitzender war Georg Heim. 1929 wurde die Aktiengesellschaft von der Manz AG in München aufgekauft. Dieses streng katholische Haus verlegte fast ausschließlich katholische Literatur wie zum Beispiel die Monatsschrift „Prediger u. Katechet“. Betz leitete nun als Vorstand der Manz AG die fusionierten Druckereien mit über 400 Mitarbeitern. Bereits im Folgejahr fiel Betz dem benachbarten und deutlich größeren Unternehmen Knorr & Hirth-Verlag bei der Trauerrede zu der Beerdigung des Verlagsdirektors der Manz AG auf und wurde spontan abgeworben. Dort wurde er Geschäftsführer und Verlagsdirektor, also Nachfolger von Otto Pflaum, der im Juni 1930 gestorben war.
Betz wurde außerdem Mitglied des Aufsichtsrates.
Knorr & Hirth hatte 1400 Mitarbeiter und auch Betz’ Arbeit hatte jetzt den großzügigen Rahmen, den er sich immer gewünscht hatte. Er bekam so auch unmittelbaren Kontakt zur Ruhrlade, einem weitgehend geheim gehaltenen Bund von 12 Großindustriellen im Rheinisch-Westfälischen Industriegebiet. Im Aufsichtsrat von Knorr & Hirth saßen als Mitglieder der Ruhrlade Paul Reusch, Gutehoffnungshütte in Oberhausen, Karl Haniel, Düsseldorf, und Ernst Brandi, Gelsenkirchener Bergwerks-AG. Die bayrische Zeitung wurde so zu zwei Dritteln von Männern der rheinisch-westfälischen Industrie bestimmt.
Diese Männer hatten wenig Kenntnis vom Zeitungsmachen. Der Abbau der Schuldenlast des Verlagshauses in den Jahren 1930–1932 von 10 Mio. auf 2,8 Mio. Reichsmark schaffte viel Vertrauen für Betz; sie ließen ihm in der Gestaltung seiner Arbeit freie Hand. 1931 wurde er auf einer Tagung in Wien zusätzlich Vorstand des Reichsverbandes der Deutschen Zeitungsverleger.

### Zeit des Nationalsozialismus
Mit der Machtergreifung der Nationalsozialisten schwankte vor allem im Aufsichtsrat die Stimmung für das „neutrale“ Verlagshaus. Bereits in der Nacht von 10. auf den 11. März 1933 wurden erste wichtige Redakteure verhaftet.
Chefredakteur Büchner, einer der wichtigsten Stützen für Betz in der Redaktion, wurde kurz darauf verhaftet; Betz selbst blieb zunächst noch verschont.
Ab Mitte März spaltete sich die Redaktion in zwei Hälften: Die Mehrheit wollte weitermachen wie bisher und stand fest zu Büchner, die kleinere Anzahl der Redakteure wünschte eine Zusammenarbeit mit den neuen Machthabern. Treibende Kraft für den Umschwung war Karl Haniel, der Ende März in München Himmler aufsuchte und ihm die Zusammenarbeit des Aufsichtsrates zusicherte. Am Tag darauf wurde Betz verhaftet, sein Büro und sein Arbeitszimmer durchsucht und Korrespondenz beschlagnahmt. Der Haftbefehl war persönlich von Himmler unterzeichnet. In einem öffentlichen Vortrag 1958 griff Betz rückwirkend die Großindustrie scharf an: „Die zwei passen nicht zueinander. … Es war uns klar, daß die Industrie den März 1933 nicht aufhalten konnte, aber sie machte noch nicht einmal den Versuch, ihre großen persönlichen und materiellen Beziehungen für uns einzusetzen.“
Während der Haft erhielt er die fristlose Kündigung des Verlages, der mittlerweile aufgelöst worden war. Bei seiner Haftentlassung im November 1933 führte er ein persönliches Entlassungsgespräch mit Himmler, der ihm sagte: „Sie haben auf das falsche Pferd gesetzt.“
Nach der Haft ging er zunächst nach Gersheim im Saarland (damals Saargebiet), wo seine Frau mit ihren zwei ältesten Töchtern bei ihren Eltern wohnte. Drei Jahre später zog er zusammen mit ihr in ein neu gebautes Haus nach Rohrbach, dem Geburtsort von Betz’ Mutter. Hier kam 1936 die jüngste Tochter zur Welt. Betz war zunächst arbeitslos; Mitte 1936 erhielt er aufgrund seiner guten Kontakte ein Stellenangebot im Anzeigen- und Vertriebsgeschäft der Frankfurter Zeitung für das Gebiet Rheinland-Westfalen – mit 600 Reichsmark monatlich weit unter seinen bisherigen Einkünften dotiert. Seine guten Kontakte zu den ehemaligen Kollegen im Aufsichtsrat, Brandi, Haniel und Reusch, verschafften ihm lukrative Anzeigenaufträge, die für einen reinen Anzeigenverkäufer unerreichbar gewesen wären. Seine Reputation bei der Frankfurter Zeitung stieg so gewaltig.
Betz zog 1937 mit seiner Familie nach Essen und ein Jahr später nach Düsseldorf-Derendorf, wo er langfristig eine neue Heimat fand.
Zu Beginn des Zweiten Weltkriegs wurde auch Betz einberufen. Er wurde altersbedingt heimatnah bei der Kraftfahrzeug-Beschaffungskommission in Düsseldorf eingesetzt; später wechselte er in die Rüstungsindustrie zu den Vereinigten Stahlwerken, wo er Spenden verwaltete und im Referat „Fliegerschädenbeseitigung“ arbeitete. Im September 1944 wurde er im Volkssturm für einige Tage an die Westfront geschickt. Amerikanische Soldaten nahmen ihn in Wuppertal-Dornap gefangen.

### Neuer Wirkungskreis in Düsseldorf
Nach Verhören mit amerikanischen und englischen Presseoffizieren kam es bald zu Gesprächen zur Gründung neuer deutscher Zeitungen. Betz war politisch unbelastet und bekam bereits im Juli 1945 die Verlagsredaktion der von den Briten herausgegebenen Neuen Rheinischen Zeitung in Düsseldorf. Betz war damit einer der ersten deutschen Pressevertreter nach dem Krieg.
Die Führungsriege der Zeitung, der spätere nordrhein-westfälische Ministerpräsident Karl Arnold, der Rechtsanwalt Erich Wenderoth, Chefredakteur Friedrich Vogel sowie der Verlagsdirektor Anton Betz bewirkten eine eigene, ohne britische Kontrolle arbeitende Zeitung und wurden schon bald dessen Lizenzträger.
Am 26. Februar 1946 vergab der britische Generalmajor W.H.A. Bishop bei einem Festakt die ersten Zeitungslizenzen in der britischen Zone, darunter auch die für die CDU-nahe Rheinische Post (RP). Die Erstausgabe der RP erschien am 2. März 1946.
Weitere Stationen seines beruflichen und politischen Wirkens:
- Deutscher Pressedienst, Vorstandsvorsitz, 1947
- Deutsche Presse-Agentur, Gründungsmitglied und Aufsichtsratsvorsitzender, 1949–1951
- Katholische Nachrichten-Agentur, Gründungsmitglied durch Mitgliedschaft der Rheinischen Post
- CDU, Gründungsmitglied, Düsseldorf und Rheinland

Betz war von 1963 bis 1967 Präsident des Bundesverbandes deutscher Zeitungsverleger.

## Ehrungen
- 1953: Großes Verdienstkreuz der Bundesrepublik Deutschland
- 1964: Bayerischer Verdienstorden

### Anton-Betz-Stiftung
Die Anton-Betz-Stiftung wurde 1971 von der Rheinischen Post ins Leben gerufen. Sie fördert Wissenschaft und Forschung ideell und materiell und vernetzt diese mit der Öffentlichkeit. Sie fördert auch bürgerschaftliche Initiativen zur Heimatforschung und Pflege des kulturellen Erbes. Seit 1985 wird sie von Betz’ Tochter Esther Betz geleitet.

### Straßenname
In Düsseldorf-Bilk heißt seit August 2005 eine Straße Anton-Betz-Straße.